# Vlag van Cuba

Vlag van Cuba (ratio 1:2)

De vlag van Cuba bestaat uit vijf horizontale banen, drie blauwe en twee witte, met aan de hijszijde een rode driehoek waarin een witte vijfpuntige ster staat. Cuba nam de vlag officieel aan op 20 mei 1902.

## Symboliek

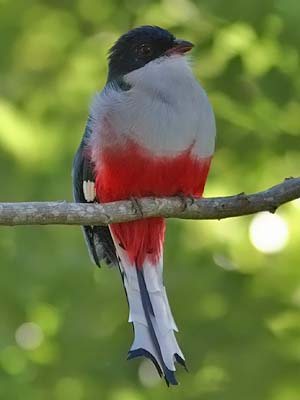
Cubaanse trogon

De drie blauwe banen verwijzen naar de drie historische provincies van Cuba: Central, Occidental en Oriental. Het blauw verwijst ook naar de zeeën om Cuba, terwijl het wit de Cubaanse onafhankelijkheid symboliseert. De driehoek aan de broek is een vrijmetselaarssymbool voor vrijheid, gelijkheid en broederschap en de rode kleur ervan verwijst naar het bloed dat voor de Cubaanse onafhankelijkheid is opgeofferd. De witte ster is een symbool van de eenheid van het volk. De ster wordt wel Estrella Solitaria ("Eenzame Ster") genoemd; een benaming die ook voor de hele vlag wordt gebruikt.
De Cubaanse vlag is geïnspireerd op de vlag van de Verenigde Staten, de Stars and Stripes. Volgens sommige bronnen was het de bedoeling dat de Estrella Solitaria toegevoegd zou worden aan de Amerikaanse vlag vanwege de wens die in de 19e eeuw bestond om Cuba bij de Verenigde Staten te voegen. Het is echter allerminst zeker dat deze wens op Cuba ooit veel aanhang heeft gehad.
De Cubaanse trogon (Priotelus temnurus) is gekozen als nationale vogel omdat deze veren heeft in de drie kleuren van de nationale vlag en omdat Cuba diens leefgebied is. Het dier is een vrijheidssymbool omdat het in een kooi zou sterven.

## Ontwerp

### Specificaties
De Cubaanse vlag heeft een hoogte-breedteverhouding van 1:2. De vijf horizontale banen zijn even hoog en nemen dus elk een vijfde deel van de hoogte van de vlag in.
De drie zijden van de driehoek zijn gelijk aan elkaar en (dus) aan de hoogte van de vlag. De rechter punt van de driehoek (wanneer men de vlag van voren bekijkt) bevindt zich halverwege de middelste blauwe baan, op 14/31 van de breedte van de vlag vanaf de hijszijde.
Het midden van de witte ster staat precies in het midden van de rode driehoek. De afstand van het midden van de ster naar elk van de vijf punten (de straal) is gelijk aan 3/20 van de hoogte van de vlag.

### Kleuren
De kleuren rood en blauw zijn als volgt gespecificeerd:
| Codering        | Blauw    | Rood    |
| --------------- | -------- | ------- |
| Pantone Coated  | 2765 CVC | 186 CVC |
| Pantone Process | 179-1    | 75-1    |
| Hexadecimaal    | 002A8F   | CB1515  |

## Geschiedenis

Vlag van Yara

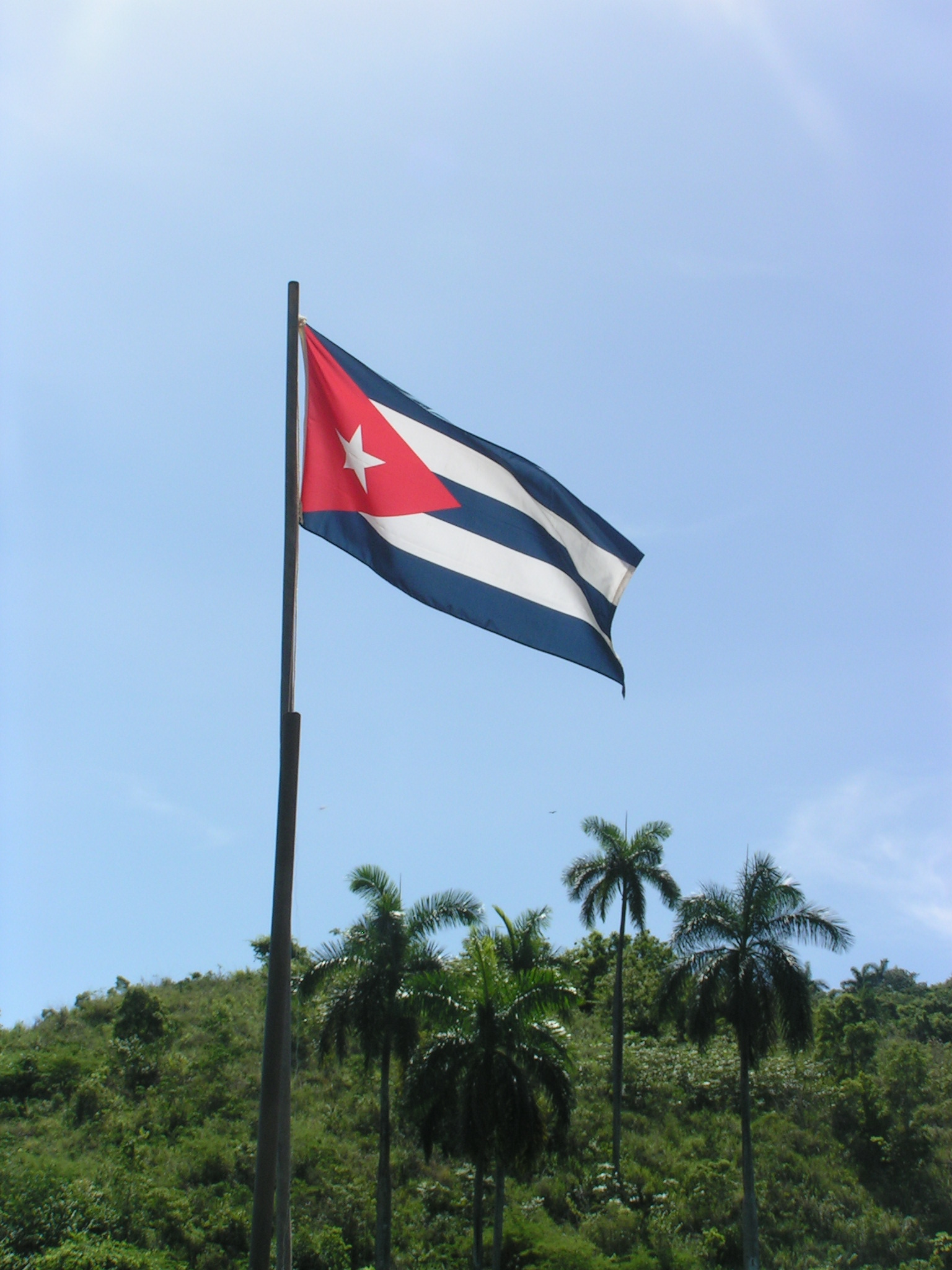
Vlag op het Cubaanse platteland

### Onafhankelijkheidsstrijd
De oorsprong van de Cubaanse vlag ligt in 1848, toen verschillende bewegingen die Cuba van de Spanjaarden wilden bevrijden opkwamen, vooral onder bannelingen in de Verenigde Staten. Anti-Spaanse Cubaanse bannelingen onder leiding van de Venezolaan Narciso López namen op aanbeveling van de dichter Miguel Teurbe Tolón een vlag aan met drie blauwe banen als verwijzing naar de zeeën om Cuba, twee witte banen als symbolen van de zuiverheid van de patriottische zaak, een rode driehoek als verwijzing naar het tijdens de onafhankelijkheidsstrijd gevloeide bloed en een witte ster als gelijkheid in het land. López gebruikte deze vlag tijdens de Slag bij Cárdenas van 1850 en een jaar later bij de Slag van Playitas. Hoewel López beide slagen verloor, waren dit de eerste gelegenheden waarbij de huidige Cubaanse vlag gebruikt werd.
In de onafhankelijkheidsstrijd werd ook nog een andere vlag gebruikt: de 'vlag van Yara' (of 'vlag van La Demajagua'), gebruikt door opstandelingen onder Carlos Manuel de Céspedes. Deze vlag is, afgezien van het omgedraaide blauw en rood, hetzelfde als de vlag van Chili: ze bestaat uit twee horizontale banen in wit (boven) en blauw, met een rood kanton waarin een witte ster staat. Tegenwoordig hangt deze vlag in de Nationale Assemblee naast de nationale vlag en op andere plaatsen waar de volksvertegenwoordigers samenkomen. Ook wordt de vlag van Yara gebruikt als geus.

### Amerikaanse bezetting en onafhankelijkheid
Toen de Verenigde Staten Cuba tijdens de Spaans-Amerikaanse Oorlog van 1898 op Spanje veroverden, ging de Stars and Stripes op het eiland wapperen. Nadat Cuba in 1902 onafhankelijk was geworden, werd de huidige vlag aangenomen als symbool van de Cubaanse onafhankelijkheid en soevereiniteit, hetgeen enigszins cynisch is aangezien Cuba in feite een vazalstaat van de Verenigde Staten werd.
De vlag is sindsdien altijd in gebruik gebleven, ook na de Cubaanse Revolutie onder Fidel Castro. De blauwe kleur werd veranderd in donkerblauw.

### Historische vlaggen van Cuba

Vlag van de Bourgondisch kruis (1521–1843)
Vlag van Spaans-Amerika (1843–1873; 1874–1898)
Vlag van Eerste Spaanse Republiek (1873–1874)
Céspedes vlag van Tienjarige Oorlog (1868–1878)
Vlag van de Cuba (1902-1959) [6]
Partijvlag van de Movimiento 26 de Julio
Geus van de Cubaanse marine, ook bekend als de vlag van Yara of de vlag van La Demajagua
Vlag van de Minister-president van Cuba (1959–1976)
Vlag van de President van Cuba
Vlag van de Amerikaans protectoraat Cuba (1898-1902; 1906-1909)